# Habib Kazdaghli
Habib Kazdaghli (arabe : حبيب القزدغلي), né le 18 août 1955 à Hammamet, est un historien et universitaire tunisien.
Ses axes de recherche portent sur l'histoire contemporaine de la Tunisie et du Maghreb, l'histoire du communisme et l'histoire des minorités religieuses de Tunisie.

## Biographie
Après des études à la faculté des sciences humaines et sociales de Tunis, il obtient une maîtrise en histoire en 1978 puis un diplôme d'études approfondies en 1980. Il soutient en 1988 une thèse de doctorat de troisième cycle en histoire contemporaine puis passe sa thèse d'habilitation en 1999.
Il est d'abord professeur dans plusieurs lycées de Tunisie, puis assistant à la faculté des lettres, des arts et des humanités de La Manouba (ar) entre 1989 et 1999. En janvier 2000, il devient maître de conférences puis professeur des universités à partir d'octobre 2004.
Il est par ailleurs responsable de l'unité d'histoire orale à l'Institut supérieur d'histoire du mouvement national du 1er janvier 1992 au 30 juin 1997, de l'unité de recherche « Histoire et mémoire » de 1996 à 1999, de l'équipe « Histoire et mémoire » au sein du laboratoire de recherche « Régions et ressources patrimoniales » et président du comité scientifique du prix Ibn Khaldoun.
Professeur invité dans plusieurs universités européennes et nord-américaines, il est élu doyen de la faculté des lettres, des arts et des humanités de La Manouba en juin 2011, poste qu'il occupe jusqu'en 2017. En novembre 2017, il se porte candidat à la présidence de l'université de La Manouba. Il termine en troisième position du premier tour, ce qui l'empêche d'être présent au second tour des élections du rectorat.
Menacé par un groupe d'étudiants salafistes, il devient l'un des symboles du combat contre le niqab dans l'espace universitaire. En octobre 2012, un appel pour un rassemblement de solidarité est lancé pour le soutenir à la suite des accusations des étudiants islamistes : une centaine de personnes, militants des droits de l'homme et responsables politiques, sont présents le jour de son procès pour manifester leur soutien.
En 2013, il gagne le procès que lui avaient intenté deux étudiantes islamistes qu'il avait exclues des cours pour port du niqab. Quelques mois après, il appelle le président Moncef Marzouki à respecter les institutions universitaires à la suite de sa défense des droits des étudiantes niqabées.
Le 9 juin 2014, il porte plainte contre une vingtaine de personnes qui ont entravé des chefs de départements.
Commémorant la Journée internationale de la non-violence, il inaugure, le 4 octobre 2016 à la faculté des lettres, des arts et des humanités de La Manouba, le parc Mohamed-Brahmi et un buste à la mémoire du Mahatma Gandhi.
Le 7 mars 2017, il inaugure une plaque commémorative des événements de mars 2012, durant lesquels un salafiste a abaissé le drapeau tunisien pour hisser à sa place le drapeau de l'internationale islamiste.
Le 12 avril 2023, le conseil scientifique de la faculté des lettres, des arts et des humanités de La Manouba décide de retirer le titre de « professeur émérite » à l'ancien doyen de la faculté en raison de sa participation prévue quelques jours plus tard à une conférence internationale à Paris à laquelle participent également des chercheurs israéliens, colloque sur le thème Les Juifs et le droit en Tunisie, du protectorat à l'indépendance (1881-1956) : entre progrès historiques et résilience religieuse et organisé sous le patronage de la ministre française Sylvie Retailleau, par la Société d'Histoire des Juifs de Tunisie, en collaboration avec le CNRS et d'autres organismes de recherche,.

## Distinctions
- Docteur honoris causa de l'université Paris-X Nanterre (France, 2014)[19],[20] ;
- Prix du « Courage de penser » (Amsterdam, 2014)[21] ;
- Commandeur de l'Ordre du Lion d'or d'Alexandrie (Égypte, 2014)[22] ;
- Commandeur de l'Ordre de la Liberté (Portugal, 2015)[23] ;
- Distinction Pro Facultate Philosophiae de l'université de Szeged (Hongrie, 2016)[24] ;
- Prix du président de la République tunisienne de l'exception culturelle (2017)[25] ;
- Ordre des Palmes académiques (France, 2020)[26].

## Principales publications
- La Tunisie de l'après-guerre : 1945-1950, Tunis, Institut supérieur d'histoire du mouvement national, 1991.Ouvrage collectif
- (ar) تطور الحركة الشيوعية في تونس : 1919 - 1943 [« Évolution du mouvement communiste en Tunisie : 1919-1943 »], La Manouba, Publications de la faculté des lettres de La Manouba,‎ 1992.
- Documents écrits et oraux sur le mouvement national tunisien, Tunis, Institut supérieur d'histoire du mouvement national, 1993, avec Abdelmajid Kraïem.
- Mémoires de femmes : Tunisiennes dans la vie publique, 1920-1960, Tunis, MédiaCom, 1993, 229 p. (ISBN 978-9973991836)[27].
- Histoire communautaire, histoire plurielle : la communauté juive de Tunisie, Tunis, Centre de publication universitaire, 1999, 310 p. (ISBN 978-9973937650).Ouvrage collectif dirigé par Abdelhamid Larguèche
- Les communautés méditerranéennes de Tunisie : actes en hommage au doyen Mohamed Hédi Chérif, Tunis, Centre de publication universitaire, 2006, 508 p. (ISBN 978-9973373373).Ouvrage collectif
- Le tourisme dans l'Empire français : politiques, pratiques et imaginaires (XIXe – XXe siècles), Paris, Société française d'histoire d'outre-mer, 2009, 440 p. (ISBN 978-2859700416)[28], avec Colette Zytnicki.
- Abdelhamid Ben Mustapha : écrits, hommages et témoignages, Tunis, Fondation Rosa-Luxemburg, 2017[29].
- (ar) أوراق من تاريخنا [« Pages de notre histoire »], Tunis, Nirvana,‎ 2021, 220 p. (ISBN 978-9938530810).
- 100 ans de luttes communistes en Tunisie, Tunis, Nirvana, 2022, 500 p. (ISBN 978-9938531213).
- Le communisme en Tunisie : leurs luttes pour l'indépendance, la liberté et la justice sociale (1921-1956), Tunis, Nirvana, 2024, 305 p. (ISBN 978-9938531954)[30].
- Les juifs, nos frères en la patrie, Tunis, Santillana, 2024, 280 p. (ISBN 978-9938970760).